# (3021) Lucubratio
(3021) Lucubratio est un astéroïde de la ceinture principale.

## Description
(3021) Lucubratio est un astéroïde de la ceinture principale. Il fut découvert par Paul Wild le 6 février 1967 à l'observatoire Zimmerwald. Il présente une orbite caractérisée par un demi-grand axe de 3,19 UA, une excentricité de 0,24 et une inclinaison de 16,53° par rapport à l'écliptique.
Il fut nommé d'après le mot latin lucubratio. Il signifie travail nocturne, du latin lucubrus signifiant bougie. Ce mot a donné lugubre et élucubration en français.

## Compléments